# چهوتا سائولا
چهوتا سائولا (به لاتین: Chhota Saula) یک روستا در بنگلادش است که در استان باریسال و در ناحیه پیروج‌پور واقع شده است.